# Lac Carlos Pellegrini
Le Lac Carlos Pellegrini, également appelé Lac Los Mosquitos, en Argentine, est un petit lac andin d'origine glaciaire situé sur le territoire de la province de Chubut, dans le département de Futaleufú, en Patagonie. 

## Géographie
Le lac Carlos Pellegrini est alimenté avant tout par l'arroyo de las Nutrías qui recueille les eaux d'une série de lagunes et de plans d'eau situés au nord. 
Le lac s'allonge du nord-est au sud-ouest, sur plus ou moins 4,5 kilomètres, au centre du Valle de Cholila, ancienne vallée glaciaire. Il est situé une vingtaine de kilomètres au nord-est du parc national Los Alerces, hors du périmètre de celui-ci. Sur sa rive sud-ouest s'étend la petite ville de Cholila. 

## Émissaire et río Futaleufú
Son émissaire, l' arroyo Los Mosquitos, se jette en rive gauche dans l' arroyo Blanco venu du nord-est, et ce trois kilomètres à l'ouest de la ville de Cholila. L'arroyo Blanco conflue en rive gauche avec le río Carrileufú, peu avant que ce dernier ne débouche dans le lac Rivadavia. 

L'émissaire de ce dernier lac, le río Rivadavia est l'un des affluents du lac Futalaufquen par l'intermédiaire du lac Verde et du Río Arrayanes. L'émissaire final de cette série de lacs et de cours d'eau est le río Futaleufú.